# Peesschede
Een peesschede (vagina synovialis tendinis) is een met vloeistof gevuld buisje dat een pees omhult. De peesschede bestaat uit een binnen- (epitenon) en een buitenblad (paratenon), waarbij het binnenblad kan bewegen ten opzichte van het buitenblad.
De peesschede dient om de pees te beschermen tegen wrijving en drukkrachten. De peesschede is een dubbelwandige koker van straf bindweefsel. De binnenwand van de peesschede is gedeeltelijk vergroeid met de pees, de buitenwand is vergroeid met het omringende weefsel. Doordat er een smerende stof in de peesschede zit zal de pees zonder wrijving door de peesschede kunnen bewegen en is de kans op beschadiging veel kleiner.

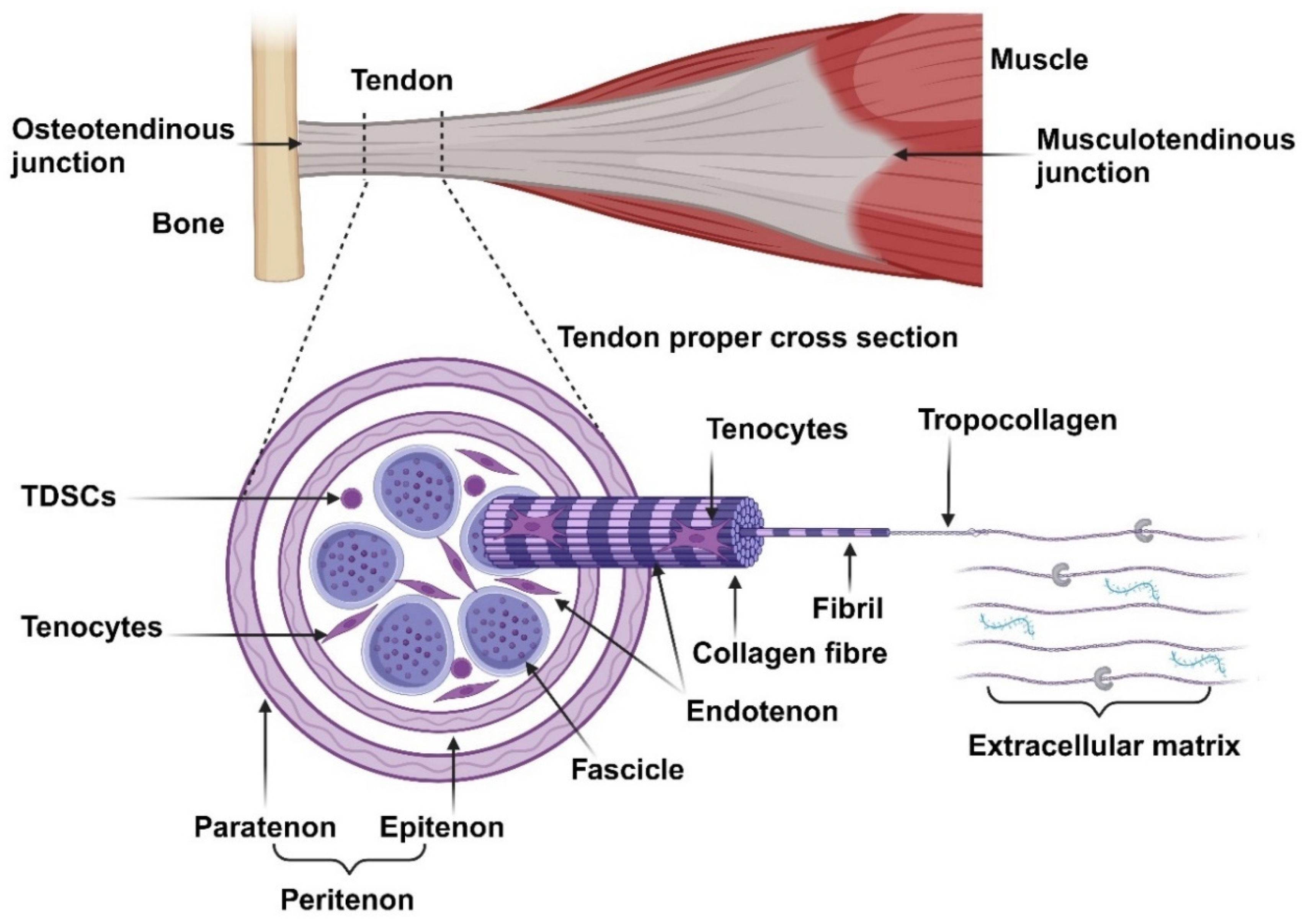
Overzicht van de anatomische structuren van pezen. Tenocytes: Peescellen, TDSCs: Peesstam/voorlopercellen. Peritenon: Peesschede.